# Supercoppa di Serie C
Die Supercoppa di Serie C (vormals Supercoppa di Lega di Prima Divisione) ist ein italienischer Fußball-Pokalwettbewerb, der seit der Saison 1999/2000 ausgetragen wird. Dabei treffen die jährlichen Sieger der drei Gruppen der Serie C, Girone A, Girone B und Girone C, aufeinander.

## Liste der Pokalsieger
- 2000: AC Siena (1:0 und 1:1 gegen FC Crotone)
- 2001: FC Modena (3:0 und 1:2 gegen US Palermo)
- 2002: Ascoli Calcio (1:0 und 1:2 gegen AS Livorno)
- 2003: FBC Treviso (2:0 und 0:2 gegen US Avellino, 9:8 n. E.)
- 2004: AC Arezzo (3:0 und 0:1 gegen US Catanzaro)
- 2005: Rimini Calcio (5:2 und 4:2 gegen US Cremonese)
- 2006: Spezia Calcio (0:0 und 1:1 gegen SSC Neapel)
- 2007: US Grosseto (1:0 und 1:1 gegen Ravenna Calcio)
- 2008: US Sassuolo Calcio (0:1 und 1:0 gegen Salernitana Calcio, 6:4 n. E.)
- 2009: Gallipoli Calcio (0:0 und 2:1 gegen AC Cesena)
- 2010: Novara Calcio (3:1 und 2:3 gegen Calcio Portogruaro Summaga)
- 2011: ASG Nocerina (1:1 und 1:0 gegen AS Gubbio 1910)
- 2012: Spezia Calcio (0:0 und 2:1 gegen Ternana Calcio)
- 2013: AS Avellino 1912 (1:1 und 2:2 gegen Trapani Calcio)
- 2014: AC Perugia Calcio (1:1 und 3:1 gegen Virtus Entella)
- 2015: Novara Calcio (3:2 gegen die US Salernitana und 1:1 gegen Teramo Calcio)
- 2016: SPAL Ferrara (4:1 gegen Benevento Calcio und 3:1 gegen die AS Cittadella)
- 2017: Foggia Calcio (3:1 gegen die US Cremonese und 4:2 gegen den FC Venedig)
- 2018: Calcio Padova (5:1 gegen die AS Livorno und 1:0 gegen die US Lecce)
- 2019: Pordenone Calcio (0:0 gegen Virtus Entella und 3:0 gegen die SS Juve Stabia)
- 2020: nicht ausgetragen
- 2021: Ternana Calcio (3:0 gegen Como 1907 und 1:0 gegen die AC Perugia Calcio)
- 2022: FC Modena (3:3 gegen die SSC Bari und 2:0 gegen den FC Südtirol)
- 2023: US Catanzaro 1929 (2:1 gegen Feralpisalò und 2:2 gegen AC Reggiana)
- 2024: FC Cesena (2:1 gegen Mantova 1911 und 2:2 gegen die SS Juve Stabia)
- 2025: Virtus Entella (1:1 gegen die US Avellino 1912 und 1:0 Calcio Padova)

## Rangliste der Pokalsieger
Aufgeführt sind alle die Verein, welche den Pokal mindestens zweimal gewonnen haben.
- 2 × FC Modena (2001, 2022)
- 2 × Novara Calcio (2010, 2015)
- 2 × Spezia Calcio (2006, 2012)